# 17a Mostra Internacional de Cinema de Venècia
La 17a Mostra Internacional de Cinema de Venècia va tenir lloc del 28 d'agost al 9 de setembre de 1956.

## Jurat
- John Grierson (Regne Unit) (president)[2]
- André Bazin (França)
- G. B. Cavallaro (Itàlia)
- Fridrikh Ermler (URSS)
- James Quinn (Regne Unit)
- Kiyohiko Ushihara (Japó)
- Luchino Visconti (Itàlia)

## Pel·lícules en competició
| Títol                                              | Director(s)                     | País de Producció |
| -------------------------------------------------- | ------------------------------- | ----------------- |
| Suor Letizia                                       | Mario Camerini                  | Itàlia            |
| L'impero del sole                                  | Enrico Gras                     | Itàlia            |
| El capità de Köpenick (Der Hauptmann von Köpenick) | Helmut Käutner                  | Alemanya          |
| A Hatful of Rain                                   | Fred Zinnemann                  | Estats Units      |
| La guarnició immortal (Bessmertnii garnizon)       | Zakhar Agranenko i Eduard Tisse | Unió Soviètica    |
| L'Ogre d'Atenes (O Drakos)                         | Nikos Koundouros                | Grècia            |
| Akasen chitai                                      | Kenji Mizoguchi                 | Japó              |
| Attack                                             | Robert Aldrich                  | Estats Units      |
| Més poderós que la vida                            | Nicholas Ray                    | Estats Units      |
| Biruma no tategoto                                 | Kon Ichikawa                    | Japó              |
| Calabuch                                           | Luis García Berlanga            | Espanya           |
| Calle Mayor                                        | Juan Antonio Bardem             | Espanya           |
| Gervaise                                           | René Clément                    | França            |
| Torero!                                            | Carlos Velo                     | Mèxic             |
| La Traversée de Paris                              | Claude Autant-Lara              | França            |

## Premis
- Copa Volpi:
  - Millor actor - Bourvil (La Traversée de Paris)
  - Millor actriu - Maria Schell (Gervaise)
  - Menció especial - Akasen chitai (Kenji Mizoguchi), El capità de Köpenick (Heinz Rühmann), Suor Letizia (Anna Magnani), L'impero del sole (Franco Bernetti, Mario Craveri, Ubaldo Marelli, Giovanni Raffaldi), Torero! (Carlos Velo), La guarnició immortal (Zakhar Agranenko i Eduard Tisse), Calle Mayor (Betsy Blair), Biruma no tategoto (Kon Ichikawa), Calle Mayor (Juan Antonio Bardem)
- Premi Nou Cinema 
  - Millor pel·lícula - Calle Mayor (Juan Antonio Bardem)
  - Millor Actor - Heinz Rühmann (El capità de Köpenick)
  - Millor Actriu - Maria Schell (Gervaise)
- Premi San Giorgio 
  - Biruma no tategoto (Kon Ichikawa)
- Premi FIPRESCI 
  - Calle Mayor (Juan Antonio Bardem)
  - Gervaise (René Clément)
- Premi OCIC 
  - Calabuch (Luis García Berlanga)
  - Menció Honorífica - Biruma no tategoto (Kon Ichikawa)
- Premi Pasinetti 
  - Attack (Robert Aldrich)